# Rasszoha (Popigaj)
A Rasszoha (oroszul: Рассоха) folyó Oroszországban, Kelet-Szibéria északi részén, a Popigaj bal oldali mellékfolyója.
Hossza: 89 km (hosszabbik forráságával együtt 310 km), vízgyűjtő területe: 13 500 km². 
Az Anabar-fennsík északi lejtőjén eredő két hosszabb folyó: a Kjungkjuj-Rasszoha (185 km) és a Nalim-Rasszoha (221 km) összefolyásával keletkezik. Északkelet felé folyik és a Popigajba ömlik, 257 km-re annak torkolatától. Szeptember végétől júniusig jégpáncél borítja.